# Бой в Северном проливе
Бой в Северном проливе (англ. North Channel Naval Duel) — бой между шлюпом Континентального флота Соединённых Штатов Ranger (капитан Джон Пол Джонс) и шлюпом Британского Королевского флота HMS Drake (капитан Джордж Бурдон) вечером 24 апреля 1778 года. Первое поражение, нанесённое американским кораблём британцам в их собственных водах, и едва ли не единственная за войну американская победа над Королевским флотом, достигнутая без подавляющего превосходства в силах.

## Преамбула
Ещё до официального вступления в войну других государств, театр военных действий не ограничивался Америкой. Действия как Континентального флота, так и приватиров, распространялись через Атлантический океан. В 1777 году американские капитаны, такие как Ламберт Уикс (англ. Lambert Wickes), Густав Канингхэм (англ. Gustavus Conyngham) и Уильям Дей (англ. William Day) делали набеги в британских водах и захватывали торговые суда, которые приводили во французские порты, хотя Франция официально была нейтральна. Капитан Дей даже удостоился салюта французского адмирала в Бресте. Воодушевлённая таким успехом, и в ещё большей степени американской победой при Саратоге осенью, Франция подписала в феврале 1778 года два договора с Американскими колониями, но не дошла до прямого объявления Англии войны. Угроза французского нападения заставила Королевский флот сосредоточить свои силы в Английском канале (Ла-Манш), тем самым оголив другие воды. Уикс и Дей показали, что, несмотря на узость пролива Св. Георга и Северного пролива, одиночный корабль или малая эскадра могли проникнуть в Ирландское море, и посеять панику среди торговых судов, курсирующих между Великобританией и Ирландией.
Джон Пол Джонс, впервые вернувшись в британские воды в качестве врага, имел более амбициозный план — показать англичанам, что политика их правительства в Америке, например сжигание портов, может обернуться против них.

## НабегиRanger
Джонс вышел из Бреста 10 апреля 1778 года, на небольшом корабле Континентального флота (строго говоря, шлюпе, англ. sloop of war), Ranger, и направился к Солуэй-Ферт в Ирландском море, где когда-то учился морскому делу. После неудачной попытки набега на Уайтхейвен в Камберленд в ночь 17-18 апреля, он принялся за нарушение торгового судоходства в Северном проливе. В ночь с 20 на 21 апреля Ranger вошел в Белфаст-лох в Северной Ирландии, с намерением захватить корабль Его величества, стоявший при Каррикфергус: HMS Drake. Потерпев неудачу, он вернулся в Уайтхейвен, и здесь выполнил первую задачу похода: в ночь 22-23 апреля высадил в порт крупную десантную партию, которая подожгла торговое судно. За этим набегом через несколько часов последовал другой, на шотландское поместье графов Селькирк, около Керкубри. Вести о набегах ещё не достигли властей, а Ranger был уже на пути обратно в Каррикфергус.
Хотя Джонс набирал команду, обещая добычу и призовые деньги, он с самого начала был настроен не столько приватирствовать, сколько воевать с британцами. К недовольству команды, он уже потопил несколько судов, не желая ослаблять себя выделением призовых партий. Так и под Белфастом, Джонс вознамерился взять боевой корабль, который стоил куда меньше как приз, но обещал славу и продвижение. Это проявилось позже и при Фламборо-хед. Нападение на боевой корабль, пусть и ослабленный, стоящий под пушками укреплений, означало большой риск и малый доход. Но к счастью для Джонса, утром 24 апреля обнаружилось, что Drake готовится к выходу.
Британцы ждали повторного набега и готовились к нему. С первого появления Джонса Drake принимал на борт волонтёров, чем увеличил команду с 100 до примерно 160 человек. Хотя он был всего лишь торговым судном, мобилизованным в британскую службу, и сохранил 4-фунтовые пушки, установленные купцом (против 6-фунтовых у Ranger), хотя волонтёры не были обученными моряками, в случае абордажа преимущество в численности означало серьёзную угрозу для американского корабля. Drake лишился трёх офицеров, а сам капитан Бурдон был немолод и слаб здоровьем, но все это не считалось оправданием, чтобы корабль Его величества отказался выполнить свой долг.

## Ход боя
Около 8 утра 24 апреля 1778 года Drake снялся с якоря, но двигался с трудом из-за прилива и встречного ветра. Посланный для рекогносцировки чужака британский баркас был захвачен, и Джонс получил от пленных важные сведения о противнике. Одновременно успех взбодрил команду и пригасил её недовольство.
Пока Drake медленно двигался в сторону моря, он получил ещё одно преимущество. Около 1 часа пополудни на лодке с берега прибыл новый волонтёр — лейтенант Королевского флота Доббс (англ. William Dobbs). Одновременно, согласно показаниям лоцмана, на борт письмом из Уайтхейвена прибыли точные сведения о принадлежности и вооружении неизвестного корабля. Джонс же в своём рапорте настаивает, что эти сведения прибыли днём раньше, и были уже известны его пленным.
Пока ветер и течение благоприятствовали британцам. После полудня начался отлив, и Ranger также повернул в сторону моря, впереди и не слишком удаляясь от Drake. Наконец около 6 вечера корабли сблизились на дистанцию голоса, и с Drake запросили принадлежность пришельца. Ranger нёс американский флаг, о чём и сообщил.
Приведя таким образом в порядок формальности, Ranger круто подвернул и дал первый залп. Британцы не могли ответить немедленно, а когда ответили, выяснилось что слабая подготовка и посредственное качество пушек сильно снижают эффективность огня. Их темп стрельбы был ниже, а несколько залпов они вообще пропустили из-за промедления орудийных расчётов. После третьего залпа лейтенант Доббс получил осколок в голову и вышел из строя.
Бой происходил на малых дистанциях: достаточно близко для мушкетного выстрела, но недостаточно для сцепления на абордаж. Здесь преимущество также было за американцами: недостаток картузов на Drake означал, что для перезарядки мушкетов пришлось использовать пыжи — медленный и трудоёмкий способ, а уклонение Ranger от абордажа не позволяло ввести в дело всех людей.
В течение часа пулей в голову был убит капитан Бурдон. Командование Drake принял мастер Джон Уэлш (англ. John Walsh). К этому времени паруса и такелаж были настолько посечены, что шлюп не мог маневрировать, чтобы направить пушки на противника, а стрелки, не получая вовремя зарядов, скрылись от огня противника в низах. По совету двух оставшихся старшин, Уэлш решил спустить флаг. Флаг был уже сбит, так что ему пришлось голосом сообщить противнику о сдаче. По рапорту Джонса, бой длился 1 час 5 минут.

## Последствия
Потери американцев убитыми составили всего одного человека от мушкетной пули — лейтенанта Уоллингфорда (англ. Samuel Wallingford), и ещё двое стрелков были убиты на марсах щепками и обломками от пушечных залпов. Пятеро раненых вернулись в строй. По сравнению с этим потери Drake были куда выше: 5 убитых, включая капитана и лейтенанта, и 20 раненых. Среди последних были тяжёлые, в том числе Доббс, скончавшийся через несколько дней в плену.
Джонс подручными средствами подремонтировал свой приз и медленно пошёл с ним через Северный пролив и вокруг Ирландии. Посланные в погоню британские корабли, на этот раз настоящие боевые, не нашли его несмотря на малую скорость. Попутно он захватил ещё один торговый бриг. Часть ирландских пленных были отпущены на свободу, с расчётом донести в Англию благоприятный образ его как моряка и офицера, а не пирата. Примечательно, что для освобождения были отобраны только ирландцы. Со временем весь конвой прибыл во Францию.
Рейд Ranger достиг именно того, на что рассчитывал Джонс: посеял если не панику, то лихорадочную активность в Британии и прилегающих водах. Строились укрепления, вооружались города, местное население записывалось в ополчение на крайний случай. Все это было признанием простого факта: растянутый до предела Королевский флот был неспособен защитить все британские владения, даже в своих водах, и сосредоточивался только на главных направлениях. В любом случае доверие Британии к её флоту пострадало.
Ещё больше был психологический эффект на публику — Джонс моментально сделался предметом обсуждений и гаданий, где будет нанесён следующий удар. Одни газеты рисовали его как кровожадного разбойника, другие печатали свидетельства очевидцев и слухи, донесённые пленными, о его великодушии и рыцарских поступках.
В итоге сбылись и его карьерные амбиции: через год Конгресс доверил ему более крупный и сильный корабль, который он назвал Bonne Homme Richard. Назначение стало прямой предтечей к знаменитому бою с HMS Serapis.